# Спінеа
Спінеа (італ. Spinea, вен. Spinea) — муніципалітет в Італії, у регіоні Венето, метрополійне місто Венеція.
Спінеа розташована на відстані близько 410 км на північ від Рима, 17 км на північний захід від Венеції.
Населення — 27 794 особи (2014).
Щорічний фестиваль відбувається 9 березня. Покровитель — Santa Francesca Romana.

## Демографія
Населення за роками:

Станом на 1 січня 2023 року в муніципалітеті офіційно проживав 3231 іноземець з 86 країн, серед них 1012 громадян країн Євросоюзу та 144 громадяни України.

## Сусідні муніципалітети
- Мартеллаго
- Міра
- Мірано
- Венеція